# Runosbacken
Runosbacken (finska: Runosmäki) är en stadsdel och förort i Åbo i det finländska landskapet Egentliga Finland. Runosbacken ligger cirka fyra kilometer från Åbo centrum. År 2016 fanns det 6 977 invånare i Runosbacken, varav 5 679 var finskspråkiga, 116 svenskspråkiga och 1 182 talade övriga språk.
Runosmäki består huvudsakligen av höghus byggda på 1970-talet, vilka senare har genomgått grundläggande renoveringar.

## Historia
Risto Mäkitalo gjorde en stadsplaneskiss för området, som godkändes av Åbo stadsstyrelse 1968. Den första detaljplanen fastställdes redan året därpå. Detaljplanen för det östra området fastställdes 1972. Runosbacken, som enbart planerades som ett höghusområde, var Åbos största byggprojekt på 1970-talet.
Våren 2024 färdigställdes ett allaktivitetshus i Runosbacken. I huset, som heter Riimi, ordnas Åbo församlingarnas och Åbo stads aktiviteter. I Riimi finns en kyrksal, en församlingssal och övriga klubblokaler. Riimi används också av scouterna i S:t Marie.